# Saison 2014 de l'équipe cycliste Lampre-Merida

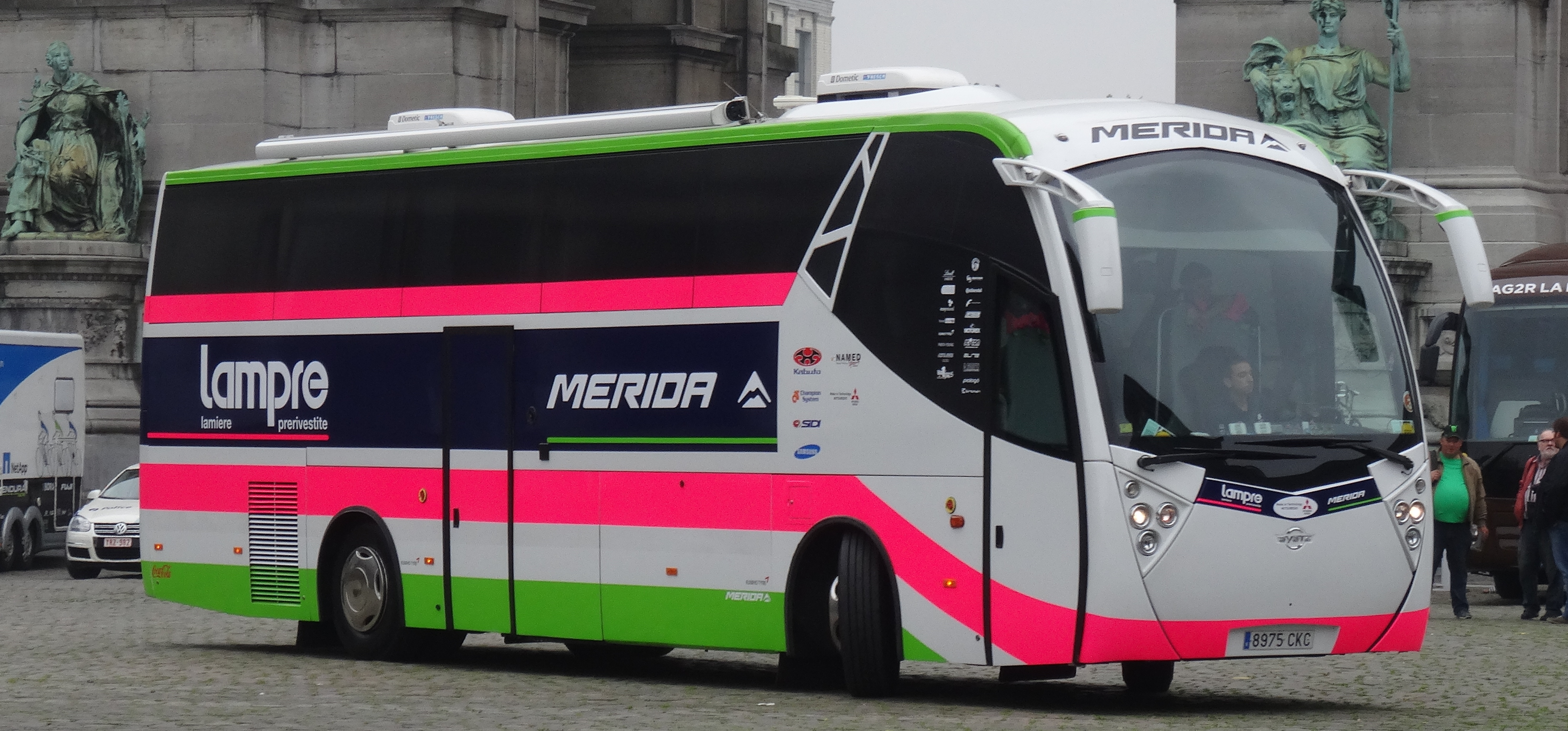
Le bus de l'équipe lors du départ de Brussels Cycling Classic 2014.

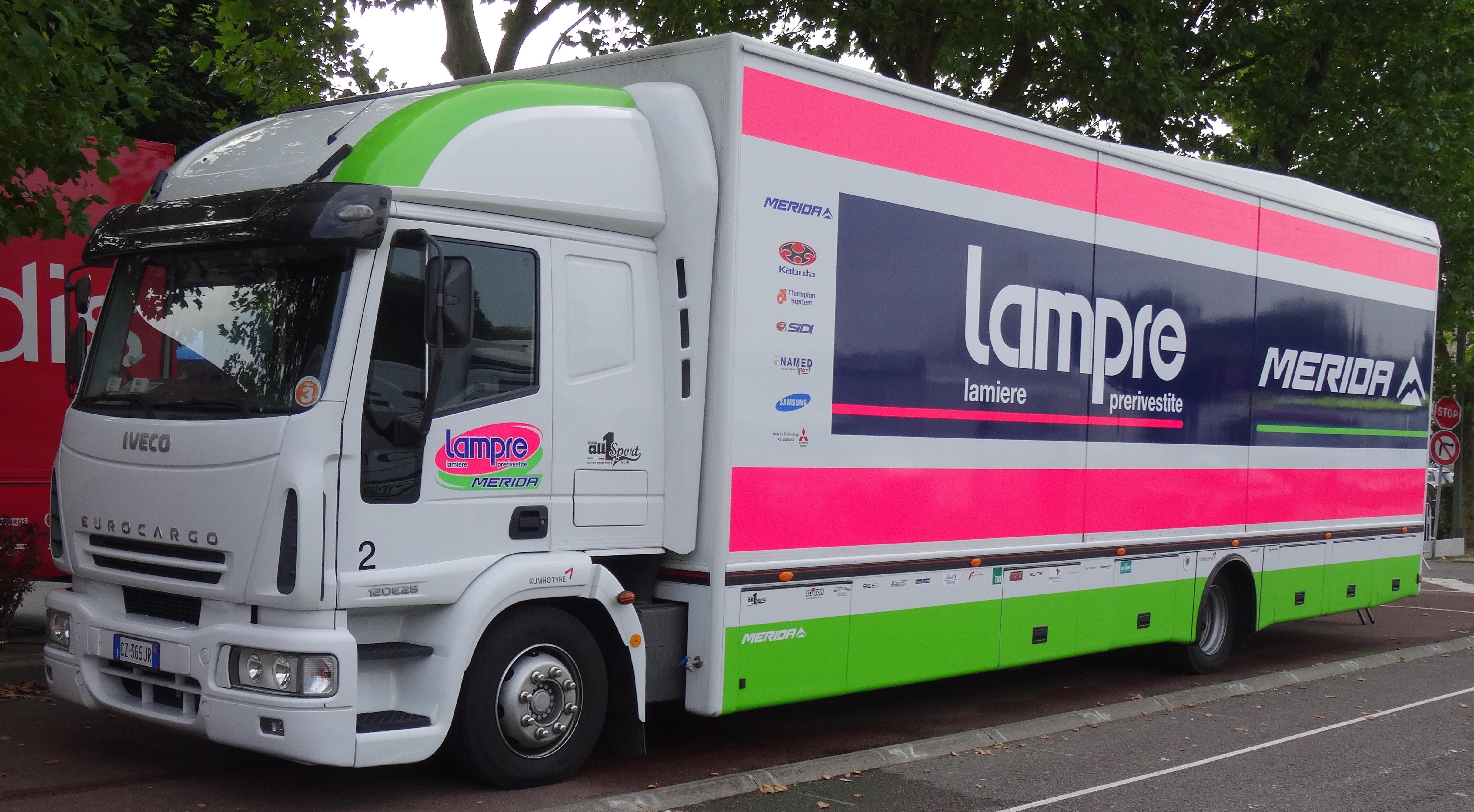
Le camion de l'équipe lors du Grand Prix de Fourmies 2014.

La saison 2014 de l'équipe cycliste Lampre-Merida est la seizième de cette équipe.

## Préparation de la saison 2014

### Sponsors et financement de l'équipe
Le fabricant italien d'acier laminé Lampre est le sponsor titre de l'équipe depuis 1999. Le fabricant de cycles taiwanais Merida devient en 2013 le deuxième sponsor, engagé jusqu'en 2015. Les logos des deux entreprises figurent sur le maillot de l'équipe. L'arrivée de Merida apporte du vert aux habituelles couleurs rose et bleu de ce maillot. Le budget de l'équipe pour l'année 2014 est de 7,5 millions d'euros.

### Arrivées et départs
| Arrivées           | Équipe 2013                       |
| ------------------ | --------------------------------- |
| Niccolò Bonifazio  | Viris Maserati                    |
| Valerio Conti      | Mastromarco Sensi Dover Benedetti |
| Rui Costa          | Movistar                          |
| Xu Gang            | Champion System                   |
| Christopher Horner | RadioShack-Leopard                |
| Sacha Modolo       | Bardiani Valvole-CSF Inox         |
| Nélson Oliveira    | RadioShack-Leopard                |
| Rafael Valls       | Vacansoleil-DCM                   |

| Départs             | Équipe 2014            |
| ------------------- | ---------------------- |
| Matthew Lloyd       | Jelly Belly-Maxxis     |
| Adriano Malori      | Movistar               |
| Massimo Graziato    |                        |
| Daniele Pietropolli |                        |
| Michele Scarponi    | Astana                 |
| Simone Stortoni     |                        |
| Miguel Ubeto        | Suspendu               |
| Davide Viganò       | Caja Rural-Seguros RGA |

## Coureurs et encadrement technique

### Effectif

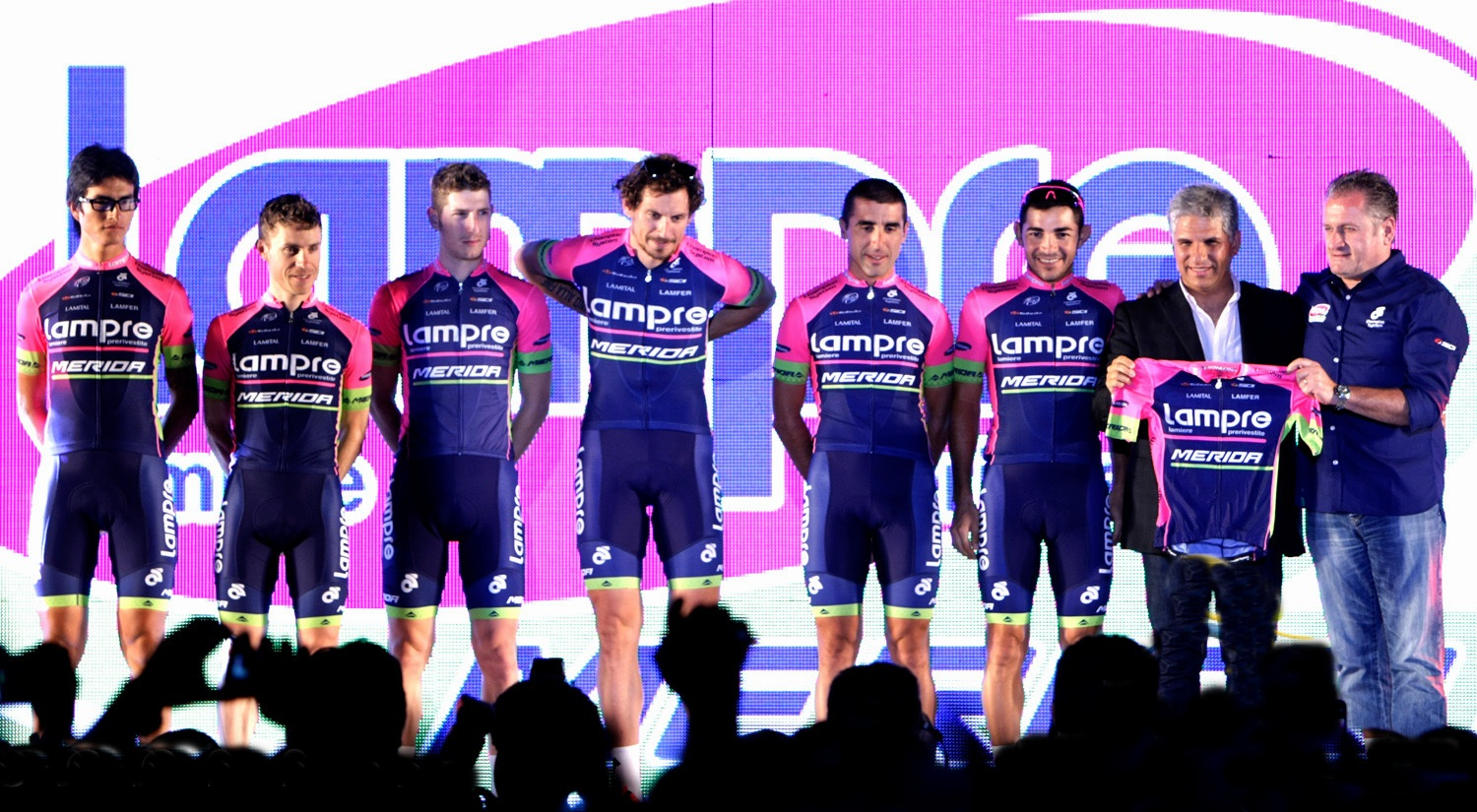
L'équipe lors du Tour de San Luis 2014.

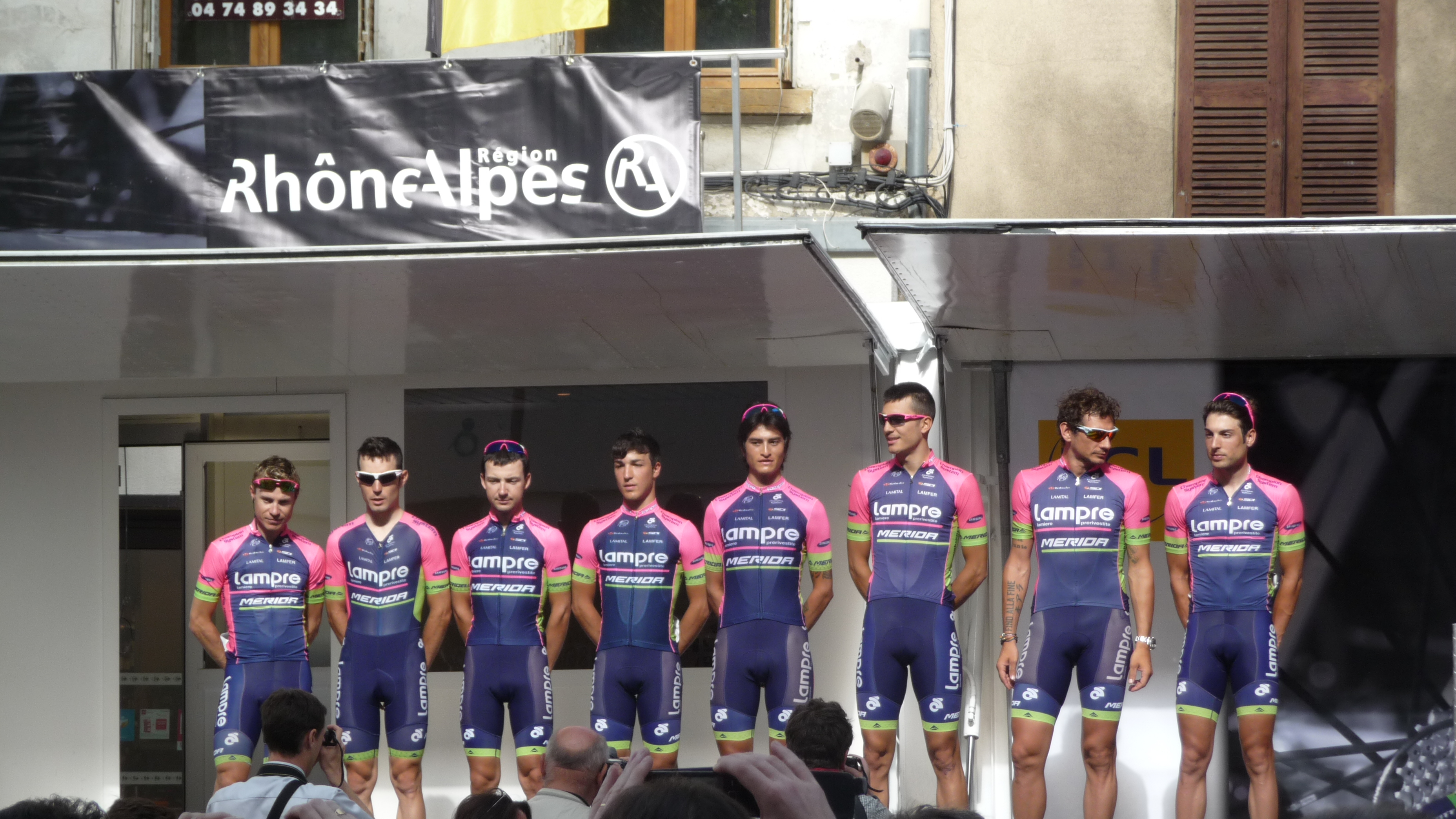
L'équipe lors du Critérium du Dauphiné 2014.

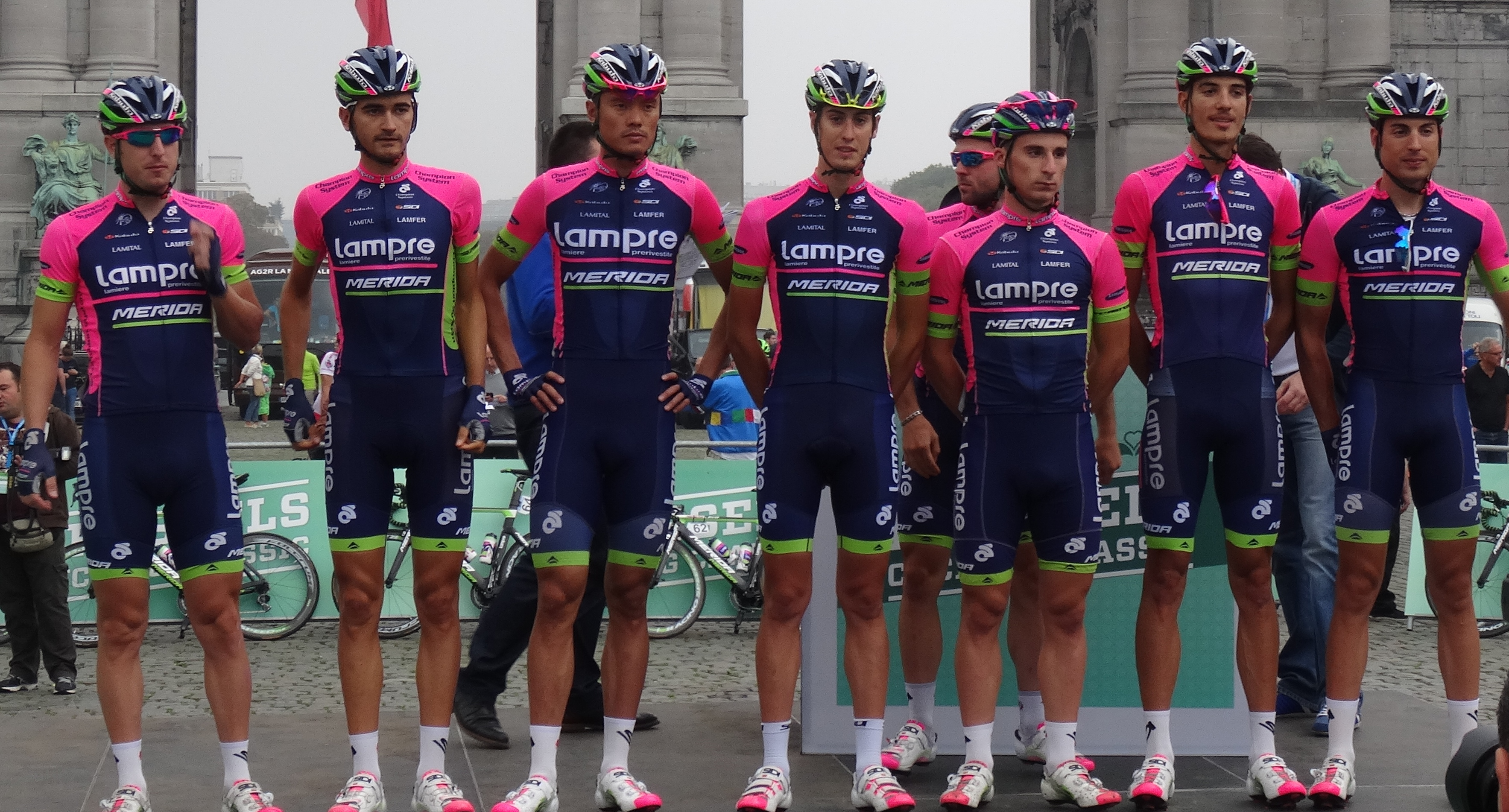
L'équipe lors de la Brussels Cycling Classic 2014.

| Cycliste            | Date de naissance | Nationalité | Équipe 2013                       |
| ------------------- | ----------------- | ----------- | --------------------------------- |
| Winner Anacona      | 11 août 1988      | Colombie    | Lampre-Merida                     |
| Niccolò Bonifazio   | 29 octobre 1993   | Italie      | Viris Maserati                    |
| Matteo Bono         | 11 novembre 1983  | Italie      | Lampre-Merida                     |
| Mattia Cattaneo     | 25 octobre 1990   | Italie      | Lampre-Merida                     |
| Davide Cimolai      | 13 août 1989      | Italie      | Lampre-Merida                     |
| Valerio Conti       | 30 mars 1993      | Italie      | Mastromarco Sensi Dover Benedetti |
| Rui Costa           | 5 octobre 1986    | Portugal    | Movistar                          |
| Damiano Cunego      | 19 septembre 1981 | Italie      | Lampre-Merida                     |
| Luca Dodi           | 26 mai 1987       | Italie      | Lampre-Merida                     |
| Kristijan Đurasek   | 26 juillet 1987   | Croatie     | Lampre-Merida                     |
| Elia Favilli        | 31 janvier 1989   | Italie      | Lampre-Merida                     |
| Roberto Ferrari     | 9 mars 1983       | Italie      | Lampre-Merida                     |
| Xu Gang             | 28 janvier 1984   | Chine       | Champion System                   |
| Christopher Horner  | 23 octobre 1971   | États-Unis  | RadioShack-Leopard                |
| Sacha Modolo        | 19 juin 1987      | Italie      | Bardiani Valvole-CSF Inox         |
| Manuele Mori        | 9 août 1980       | Italie      | Lampre-Merida                     |
| Przemysław Niemiec  | 11 avril 1980     | Pologne     | Lampre-Merida                     |
| Nélson Oliveira     | 6 mars 1989       | Portugal    | RadioShack-Leopard                |
| Andrea Palini       | 16 juin 1989      | Italie      | Lampre-Merida                     |
| Jan Polanc          | 17 mars 1992      | Slovénie    | Lampre-Merida                     |
| Filippo Pozzato     | 10 septembre 1981 | Italie      | Lampre-Merida                     |
| Maximiliano Richeze | 7 mars 1983       | Argentine   | Lampre-Merida                     |
| José Serpa          | 17 avril 1979     | Colombie    | Lampre-Merida                     |
| Diego Ulissi        | 15 juillet 1989   | Italie      | Lampre-Merida                     |
| Rafael Valls        | 27 juin 1987      | Espagne     | Vacansoleil-DCM                   |
| Luca Wackermann     | 13 mars 1992      | Italie      | Lampre-Merida                     |
| Stagiaire           | Date de naissance | Nationalité | Équipe 2014                       |
| Ilia Koshevoy       | 20 mars 1991      | Biélorussie | GS Podenzano                      |
| Andrea Vaccher      | 21 décembre 1988  | Italie      | Marchiol Emisfero                 |

Portraits
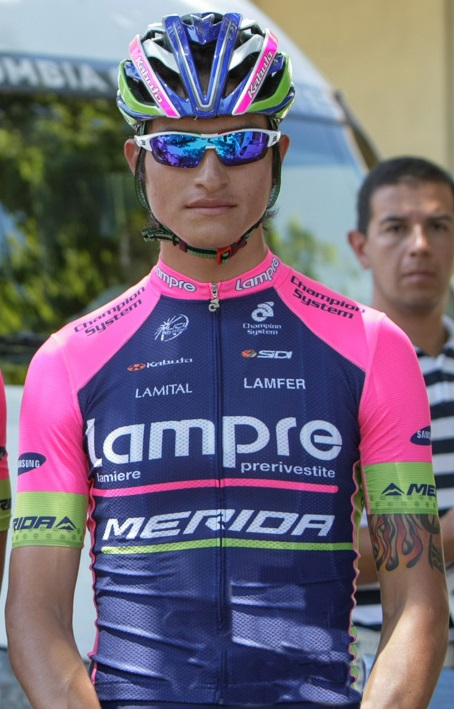
Winner Anacona.
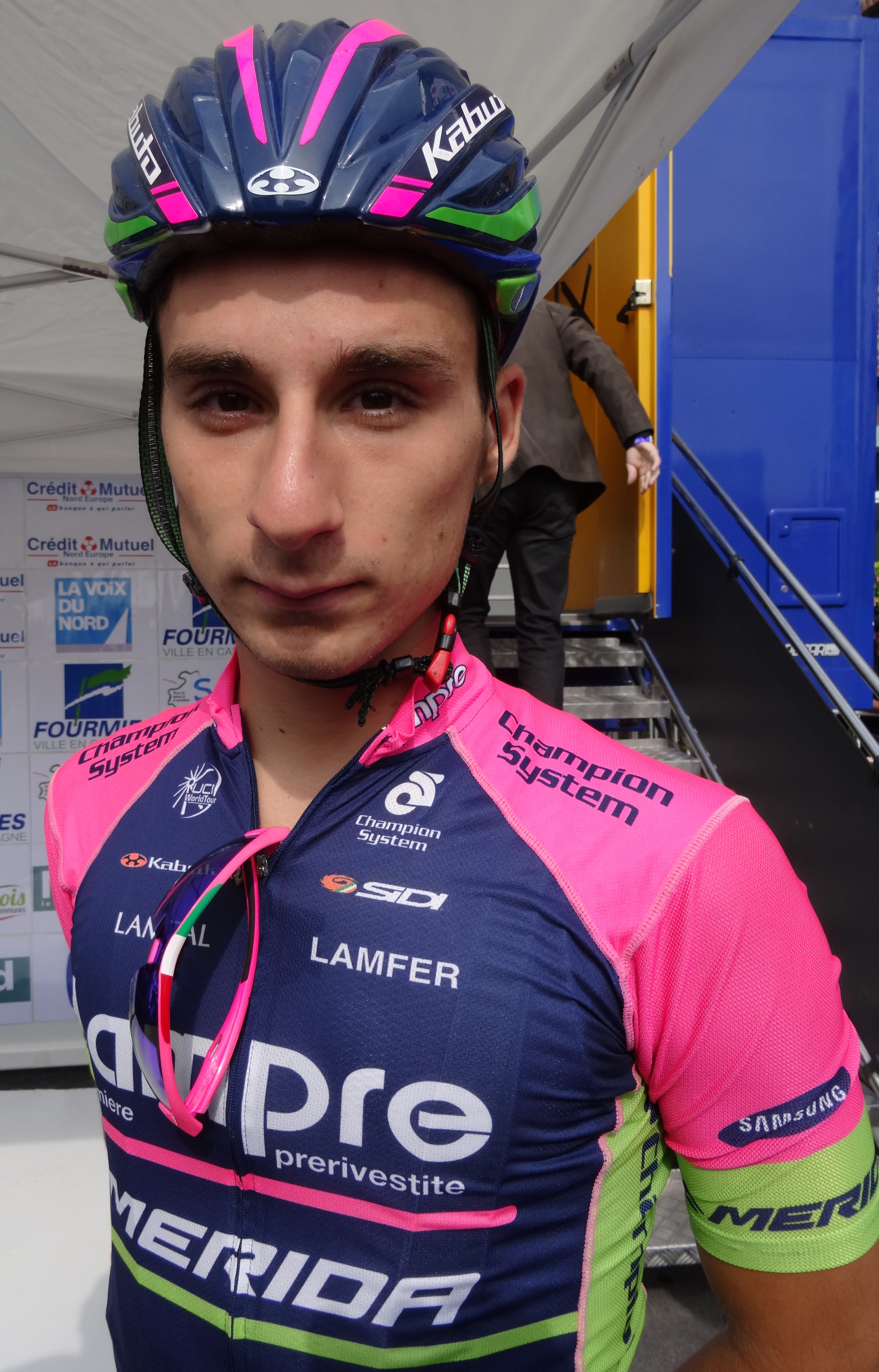
Niccolò Bonifazio.
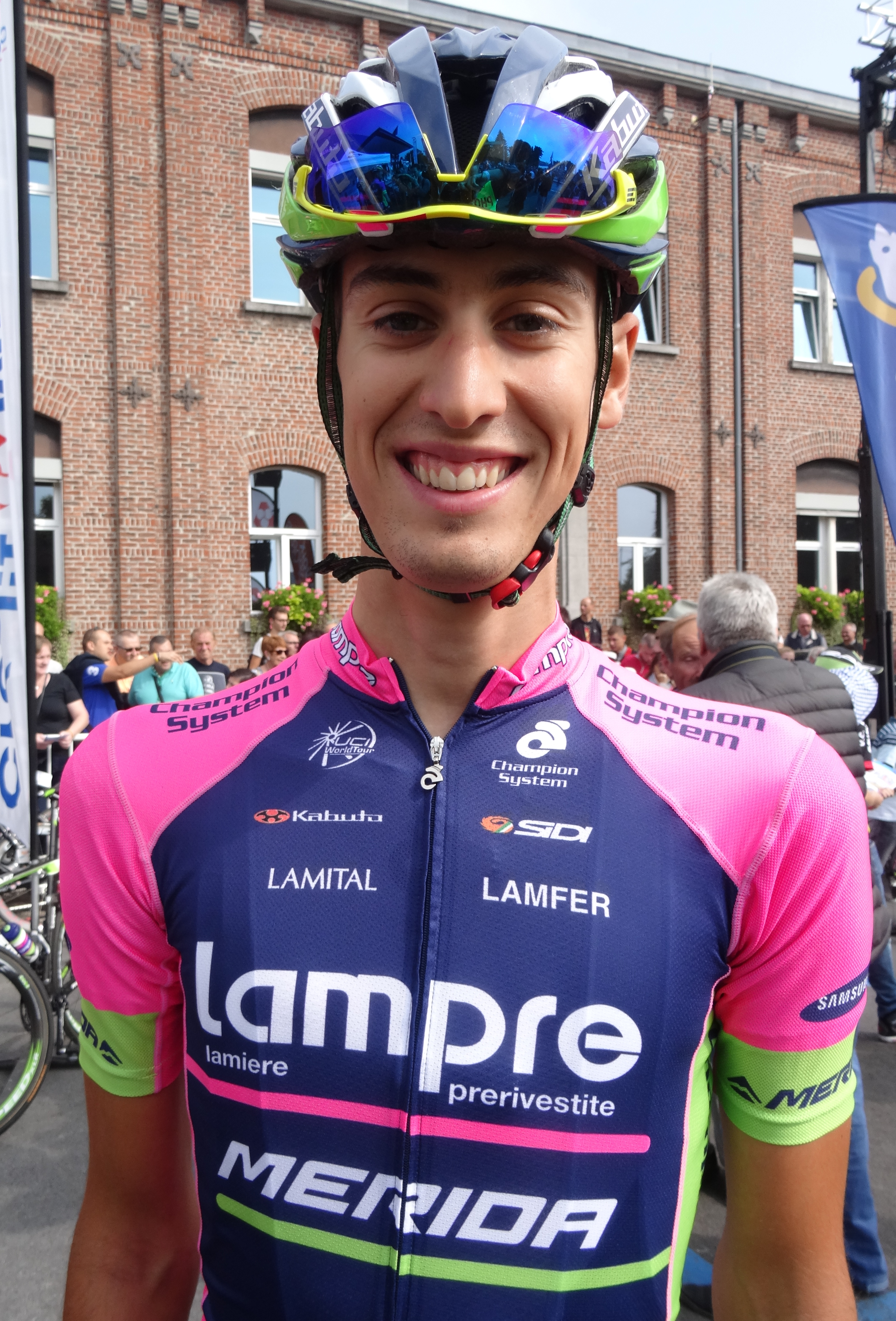
Mattia Cattaneo.
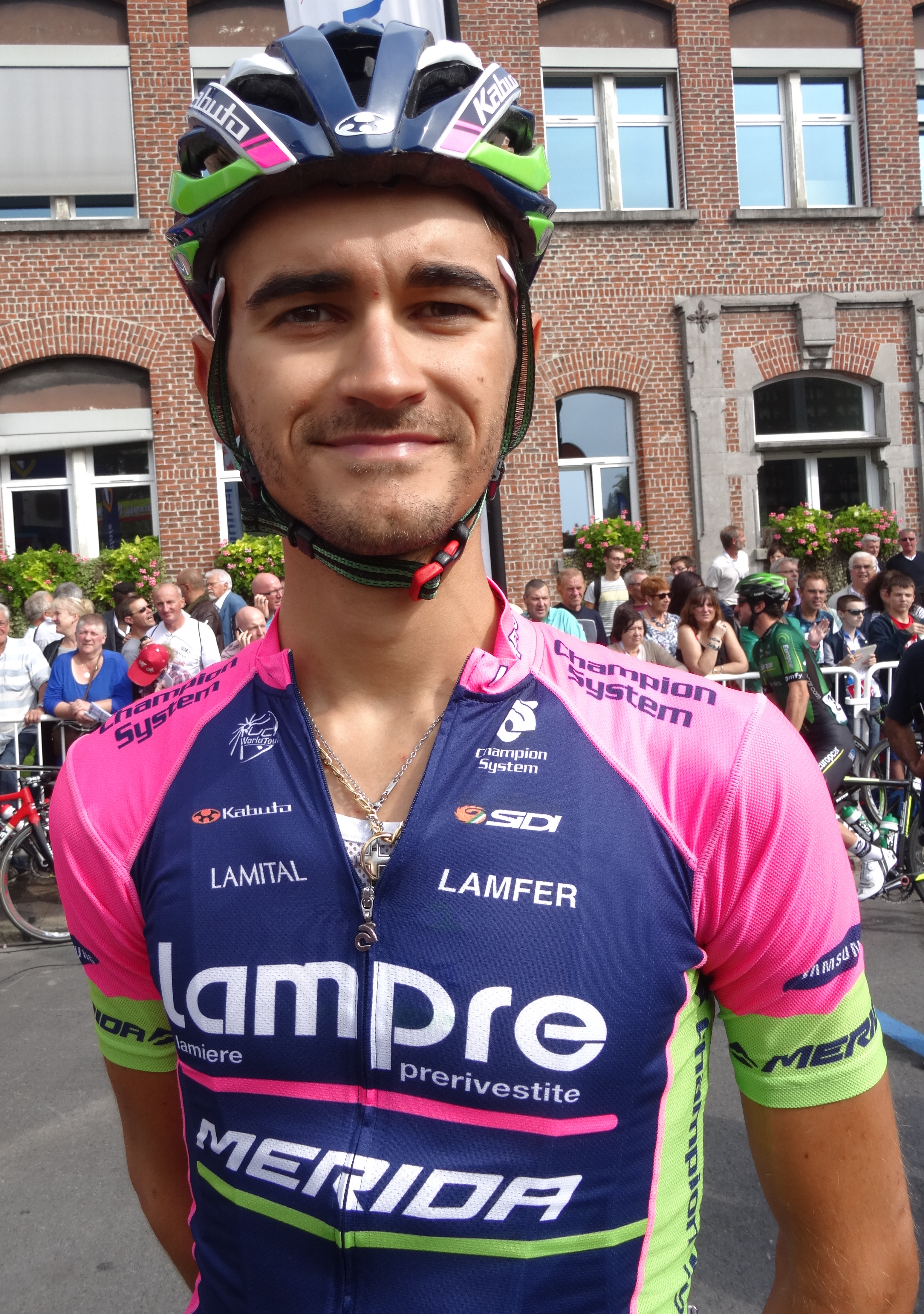
Luca Dodi.
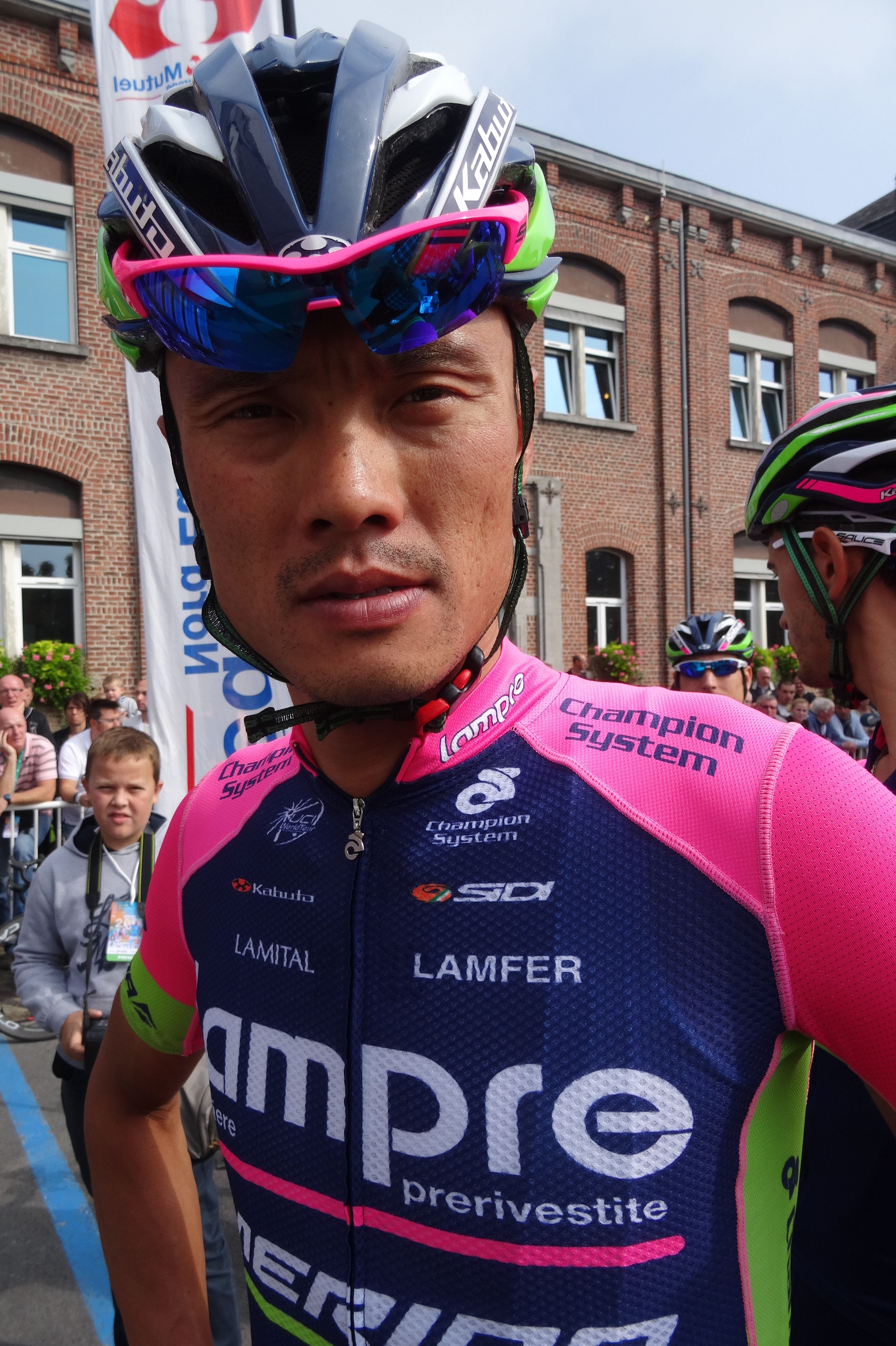
Xu Gang.
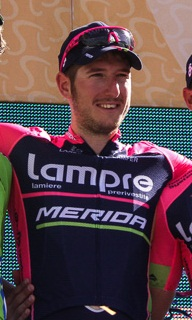
Sacha Modolo.
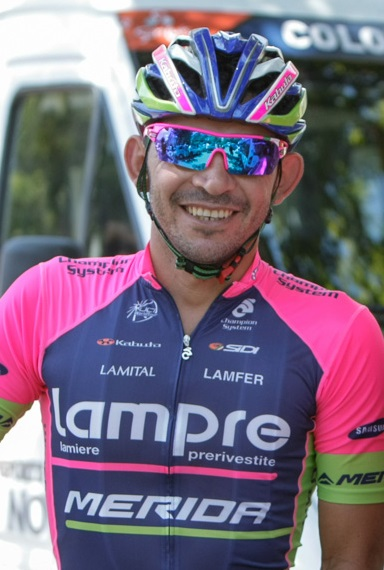
José Serpa.
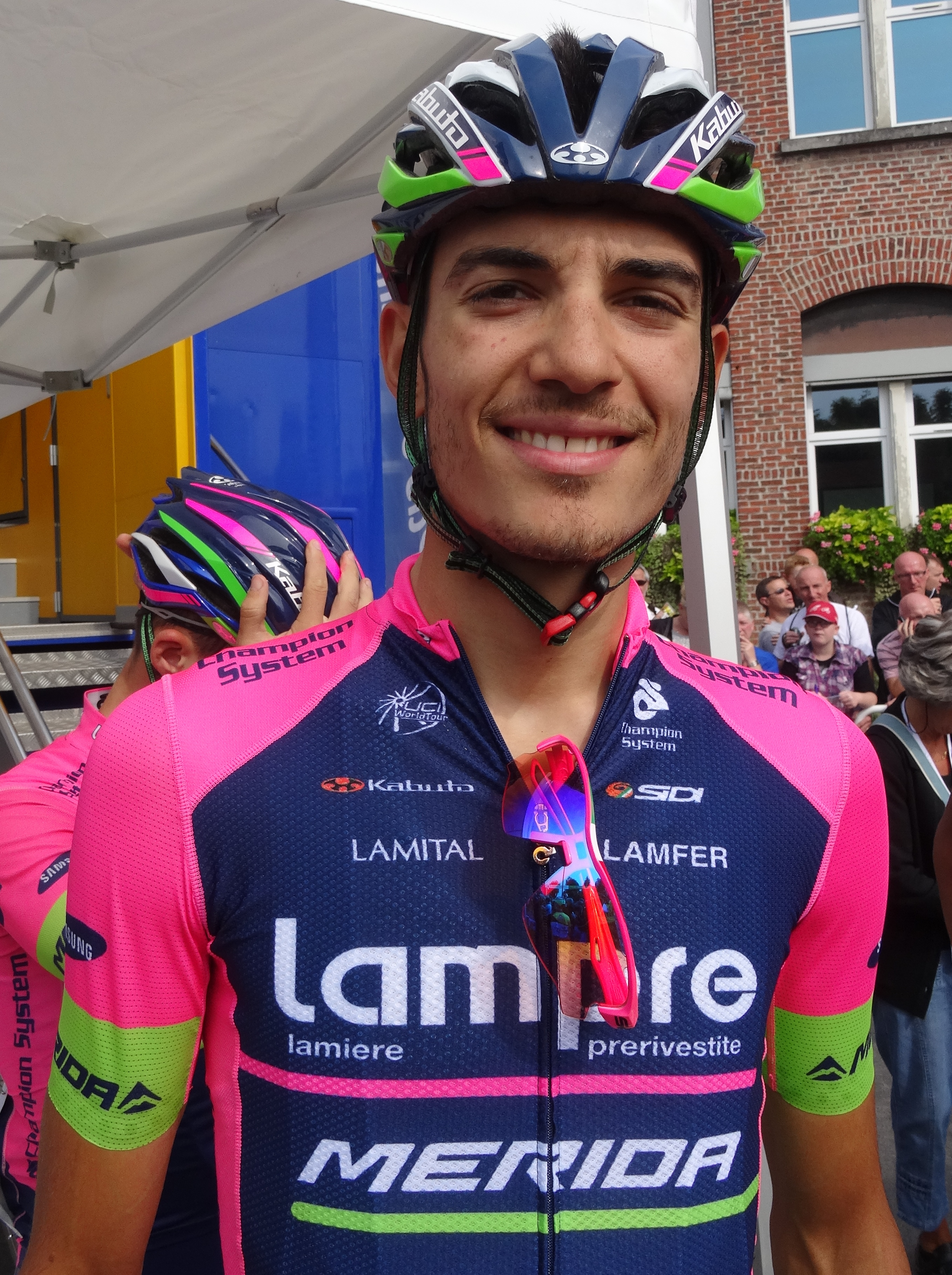
Luca Wackermann.

### Encadrement
L'équipe Lampre-Merida a à sa tête un président, Emanuele Galbusera, et un président honoraire, Mario Romeo Galbusera, père du précédente, président et fondateur de l'entreprise Lampre.
Brent Copeland est le nouveau directeur général de l'équipe. Il remplace Giuseppe Saronni, directeur général de l'équipe depuis 1991. 

## Bilan de la saison

### Victoires
| Date       | Course                                      | Pays      | Classe | Vainqueur          |
| ---------- | ------------------------------------------- | --------- | ------ | ------------------ |
| 22/01/2014 | 2e étape du Tour Down Under                 | Australie | WT     | Diego Ulissi       |
| 26/01/2014 | 7e étape du Tour de San Luis                | Argentine | 2.1    | Sacha Modolo       |
| 09/02/2014 | Trofeo Palma de Mallorca                    | Espagne   | 1.1    | Sacha Modolo       |
| 10/02/2014 | Trofeo Ses Salines                          | Espagne   | 1.1    | Sacha Modolo       |
| 19/02/2014 | 1re étape du Tour de l'Algarve              | Portugal  | 2.1    | Sacha Modolo       |
| 21/02/2014 | Trofeo Laigueglia                           | Italie    | 1.1    | José Serpa         |
| 06/03/2014 | Grand Prix de la ville de Camaiore          | Italie    | 1.1    | Diego Ulissi       |
| 02/04/2014 | 2e étape des Trois Jours de La Panne        | Belgique  | 2.HC   | Sacha Modolo       |
| 03/04/2014 | 3ea étape des Trois Jours de La Panne       | Belgique  | 2.HC   | Sacha Modolo       |
| 14/05/2014 | 5e étape du Tour d'Italie                   | Italie    | WT     | Diego Ulissi       |
| 17/05/2014 | 8e étape du Tour d'Italie                   | Italie    | WT     | Diego Ulissi       |
| 25/05/2014 | 6e étape du Tour du Japon                   | Japon     | 2.1    | Niccolò Bonifazio  |
| 18/06/2014 | 5e étape du Tour de Suisse                  | Suisse    | WT     | Sacha Modolo       |
| 22/06/2014 | 9e étape du Tour de Suisse                  | Suisse    | WT     | Rui Costa          |
| 22/06/2014 | Classement général du Tour de Suisse        | Suisse    | WT     | Rui Costa          |
| 27/06/2014 | Championnat du Portugal du contre-la-montre | Portugal  | CN     | Nélson Oliveira    |
| 29/06/2014 | Championnat du Portugal sur route           | Portugal  | CN     | Nélson Oliveira    |
| 31/08/2014 | 9e étape du Tour d'Espagne                  | Espagne   | WT     | Winner Anacona     |
| 07/09/2014 | 15e étape du Tour d'Espagne                 | Espagne   | WT     | Przemysław Niemiec |
| 17/09/2014 | Coppa Agostoni                              | Italie    | 1.1    | Niccolò Bonifazio  |
| 12/10/2014 | Grand Prix Bruno Beghelli                   | Italie    | 1.HC   | Valerio Conti      |
| 14/10/2014 | 5e étape du Tour de Pékin                   | Chine     | WT     | Sacha Modolo       |
| 21/10/2014 | 2e étape du Tour de Hainan                  | Chine     | 2.HC   | Niccolò Bonifazio  |
| 24/10/2014 | 5e étape du Tour de Hainan                  | Chine     | 2.HC   | Andrea Palini      |
| 25/10/2014 | 6e étape du Tour de Hainan                  | Chine     | 2.HC   | Niccolò Bonifazio  |
| 27/10/2014 | 8e étape du Tour de Hainan                  | Chine     | 2.HC   | Niccolò Bonifazio  |

### Résultats sur les courses majeures
Les tableaux suivants représentent les résultats de l'équipe dans les principales courses du calendrier international (les cinq classiques majeures et les trois grands tours). Pour chaque épreuve est indiqué le meilleur coureur de l'équipe, son classement ainsi que les accessits glanés par Lampre-Merida sur les courses de trois semaines.

#### Classiques
| Classique            | Milan-San Remo    | Tour des Flandres     | Paris-Roubaix         | Liège-Bastogne-Liège | Tour de Lombardie |
| -------------------- | ----------------- | --------------------- | --------------------- | -------------------- | ----------------- |
| Coureur (classement) | Sacha Modolo (8e) | Filippo Pozzato (17e) | Filippo Pozzato (50e) | Damiano Cunego (13e) | Rui Costa (3e)    |

#### Grands tours
| Grand tour           | Tour d'Italie                       | Tour de France           | Tour d'Espagne                                              |
| -------------------- | ----------------------------------- | ------------------------ | ----------------------------------------------------------- |
| Coureur (classement) | Damiano Cunego (19e)                | Christopher Horner (17e) | Przemysław Niemiec (26e)                                    |
| Accessits            | 2 victoires d'étapes (Diego Ulissi) | -                        | 2 victoires d'étapes (Winner Anacona et Przemysław Niemiec) |

### Classement UCI
L'équipe Lampre-Merida termine à la quatorzième place du World Tour avec 706 points. Ce total est obtenu par l'addition des points des cinq meilleurs coureurs de l'équipe au classement individuel que sont Rui Costa, 4e avec 461 points, Diego Ulissi, 42e avec 125 points, Przemysław Niemiec, 76e avec 67 points, Sacha Modolo, 94e avec 36 points, et Davide Cimolai, 114e avec 17 points,. Le championnat du monde du contre-la-montre par équipes terminé à la 15e place ne rapporte aucun point à l'équipe.
| Rang | Coureur             | Points |
| ---- | ------------------- | ------ |
| 4    | Rui Costa           | 461    |
| 42   | Diego Ulissi        | 125    |
| 76   | Przemysław Niemiec  | 67     |
| 94   | Sacha Modolo        | 36     |
| 114  | Davide Cimolai      | 17     |
| 119  | Winner Anacona      | 16     |
| 122  | Roberto Ferrari     | 16     |
| 133  | Damiano Cunego      | 11     |
| 140  | Christopher Horner  | 10     |
| 175  | José Serpa          | 4      |
| 177  | Filippo Pozzato     | 4      |
| 201  | Manuele Mori        | 2      |
| 207  | Jan Polanc          | 2      |
| 235  | Maximiliano Richeze | 1      |